# Adrien Plavsic
Adrien Plavsic, född 13 januari 1970 i Montréal, är en kanadensisk före detta ishockeyspelare.
Plavsic blev olympisk silvermedaljör i ishockey vid vinterspelen 1992 i Albertville.